# LT vz. 38
Панзер 38 је био чехословачки тенк коришћен од Немачке у Другом светском рату

## Настанак
Већ 1935. године у доба изласка из фабрика првих примерака тенка касније знаног као Панцер 35 његов произвођач је био уочио његове недостатке и почео да производи нови, модернији тенк. Тај тенк имена ЛТ-38 је први пут представљен јавности 1938. године након чега долази до чехословачке наруџбе од 150 примерака. Пре него што је и један од тих тенкова био произведен, 1939. године Чехословачка је била окупирана од Немачке, а сам тенк добија има Панзер 38.

## Ратно деловање
Врховна команда Вермахта је 1939. године овај тенк оценила супериорнијим од властитих модела Панцер I и Панцер II тако да он добија приоритет у производњи. Током каснијег рата у Пољској и Норвешкој Панцер 38 чини основу немачких оклопних снага. У Француској њему се квалитетно придружују Панцер III и Панцер IV, али без њега су још увек биле незамисливе озбиљне немачке војне операције. Почетком рата у Совјетском Савезу постају очити његови недостаци у борби против тенкова Т-34 Црвене армије чији оклоп није био у стању да пробије. Без обзира на те проблеме он остаје важан тип до јуна 1942. када се од њега напокон одустаје као тенка. Шасија се користи и даље и производи за разне врст самоходних возила, као Мардер III, Веспе, Хецер и друге.

## Опрема
Првобитни оклоп овог тенка је износио само 25 mm, што је временом повећано до дебљине од 50 mm коју су имали последњи модели при напуштању фабрике. Топ се никада није надограђивао тако да је његов калибар од 37 mm постао 1942. једноставно преслаб поготово ако имамо у виду да тенк Панцер VI Тигар који се појављује само који месец касније има топ калибра 88 mm.
Занимљиво је истаћи да су Немци, домогавши се овог модела - нарочито ако се не заборави да је Хајнц Гудеријан био ватрени заговорник мобилности тенка, тј. брзине - одмах повећали тежину његовог оклопа за читаву једну тону и тако смањили максималну брзину са 55 на 41 km/h.
Пре обуставе производње било је изграђено укупно 1400 примерака овог тенка.

## Верзије
Најпознатија конверзија овог тенка је била она у противтенковско оклопно возило под именом Мардер II и Мардер III. Свеукупно је било произведено 1800 примерака тог оклопног возила које је настало скидањем куполе на чије место је постављен топ од 76 mm. Тај пројекат на крају крајева није био задовољавајући јер је Мардер био превисок, тако да се кренуло у тражење његове замене. То постаје пуно успешније противтенковско оклопно возило Јагдпанцер 38 Хецер (приказан на доњој слици) које остаје у производњи до краја рата. Његову снагу је чинио исти топ који се налазио у Панцер IV и ниска силуета која је помагала у његовом касном откривању од противника. Свеукупно их је произведено више од 2500 примерака у раздобљу од само годину дана што је резултат који је постигло мало које немачко војно возило.

## Употреба изван Немачке
У тренутку појаве модела Панцер 38 он добија одличне критике тако да је већ пре избијања рата био продат Ирану, Перуу, Шведској, Швајцарској и Литванији. Током рата Немачка их је неколико уступила Бугарској, Румунији, Словачкој и Мађарској.
После рата неколико примерака овог тенка се активно користило све до 1970. године када Шведска напокон престаје да их употребљава.